# Тонгјонг пинјин
Тонгјонг пинјин (кин: 通用拼音; пин: tōngyòng pīnyīn; досл. 'Универсална/Општа употреба спајање гласа') је била службена правописна латинизација стандардног мандаринског језика у Републици Кини (позната као Тајван) између 2002. и 2008. године. Систем је неслужбено био кориштен између 2000. и 2002. за студију новог система романизације за Републику Кину. Министарство образовања Републике Кине је одабрала систем 2002. године али употреба није била обавезна. Од 1. јануара 2009, тонгјонг пинјин више није службен, јер је Министарство образовања одабрала ханју пинјин 16. септембра 2008.

## Историја
Потицај за стварање тонгјонг пинјина је дошло из потребе за стандардизован систем романизације у Тајвану. Деценијама је на острву употребљавало разне системе, обично симплификације или адаптације Вејд-Џајлса. Стандардни фонетски систем за образовање језика у Тајванским школама Џујин фухао, не употребљава латиницу.
Туристи, дијаспора и имигранти у Тајвану најчешће користите енглески када нису упознати са мандаринском језику. Ханју пинјин који се користи у континенталној Кини Народној Републици Кини и Уједињеним нацијама, нуди предност као доследан фонетски систем за мандарински језик али има озбиљне недостатке у помагању говорницима без тренирања да изговарају мандаринске речи поуздано. Звуци који ханју пинјин додељује словима q и x, на пример, нису идиоматске у језицима већину корисника латинице. Тонгјонг пинјин представља покушај да се очува предност пинјина док се превазилаже неких од ових проблема.
Већина домаћих грађана Тајвана не говоре стандардни мандарински језик као њихов матерњи језик. Први језик већину људи као деца су научили тајвански језик. Овај језик, који није писан до 19. века, је историјски био без саглашљиве фонетске репрезентације. Иста ситуација постоји и са матерним језицима причан од повеликих мањина у Тајвану, као што су Хакка и староседеоци Тајвана. Језик и књижевност ових народа је предмет истраживања и образовања у Тајвану, и многа имена места (укључујући и саму реч Тајван) су изведени из других језика осим мандаринског. Тонгјонг пинјин тиме представља напор да пружи систем фонетске романизације за мандарински језик да, са врло мало промјена, може се користити за заступање тајванског и осталих језицима на острву.
Тонгјонг пинјин је уведена у Тајвану од стране Ју Бор-Чуана (余伯泉) 1998. године. Циљ је био да се очувају предности пинјина док неке потешкоће изговора ханју пинјина који су представљени међународним читаоцима се превасложи.
Расправа и усвајању тонгјонг пинјина, као и многе друге иницијативе у Тајван, је брзо стекла странчарски облик скретањем питања националног идентитета. Политичари који су се већином идентификовали као национални, као што је Демократска напредна странка и савезничке странке, нису виделе никаквог разлога да усвоје ханју пинјин само зато што континентална Кина и УН су. Ако тонгјонг пинјин више него адекватно задовољава потребе народа, РК је имала довољно разлога да га усвоји.
Посланици који су више идентификовали са кинеском културом, као што је Коминтанг, нису видели никаквог разлога за увођење новог система јединствен за Тајван ако је ханју пинјин већ добио међународно признање. Обе стране су оптужили другу да су свој став темељили на наклоност према Кини а не на објективном расправљању циљева заједнице.
Почетком октобра 2000. Мандаринска комисија Министарства знаности предложила је употребу тонгјонг пинјин као национални стандард. Министар образовања Овид Ценг (曾志朗) је поднео нацрт о Тајванској романизацији крајем октобра Извршној јуани, али је предлог био одбијен. У новембру 2000 министар Ценг је предложио да влада усвоји ханју пинјин са неким модификацијама за локалне дијалекте, али предлог је одбијен. 10. јула 2002. Министарство образовања је одржала састанак за 27 чланова. Само 13 су присуствовали. Два су отишли рано, плус председник није могао гласати, тако да предлог закона за коришћење тонгјонг пинјин је прошло гласање са десет гласова. У августу 2002. влада је усвојила тонгјонг пинјин кроз управно решење које локалне власти имају овлашћења да пониште унутар своје надлежности. У октобру 2007. док је Демократска напредна странка још увек била на власти, било је најављено да ће РК стандардизовати енглеску транслитерацију својих мандаринских имена места до краја те године, након моного година збуњености која произлази из различитих правописа, користећи локално развијен тонгјонг пинјин.
Са Коминтанговој законодавној и председничкој изборној победи 2008. тонгјонг пинјин је замењен ханју пинјином за стандард владе РК, и постала је једина службена романизација, почетком 2009. године.

## Поређење између ханју пинјина и тонгјонг пинјина
| IPA             |    |    |    |     |    |    |    |    |    |    |     |     |      |     |
| --------------- | -- | -- | -- | --- | -- | -- | -- | -- | -- | -- | --- | --- | ---- | --- |
| Пинјин          | a  | o  | ê  | e   | ai | ei | ao | ou | an | en | ang | eng | ong  | er  |
| Тонгјонг пинјин | a  | o  | e  | e   | ai | ei | ao | ou | an | en | ang | eng | ong  | er  |
| Вејд-Џајлс      | a  | o  | eh | ê/o | ai | ei | ao | ou | an | ên | ang | êng | ung  | êrh |
| Бопомофо        | ㄚ | ㄛ | ㄝ | ㄜ  | ㄞ | ㄟ | ㄠ | ㄡ | ㄢ | ㄣ | ㄤ  | ㄥ  | ㄨㄥ | ㄦ  |
| пример          | 阿 | 喔 | 誒 | 俄  | 艾 | 黑 | 凹 | 偶 | 安 | 恩 | 昂  | 冷  | 中   | 二  |

| IPA             |      |      |      |      |      |      |      |    |         |      |      |      |    |      |      |      |
| --------------- | ---- | ---- | ---- | ---- | ---- | ---- | ---- | -- | ------- | ---- | ---- | ---- | -- | ---- | ---- | ---- |
| Пинјин          | yi   | ye   | you  | yan  | yin  | ying | yong | wu | wo/o    | wei  | wen  | weng | yu | yue  | yuan | yun  |
| Тонгјонг пинјин | yi   | ye   | you  | yan  | yin  | ying | yong | wu | wo/o    | wei  | wun  | wong | yu | yue  | yuan | yun  |
| Вејд-Џајлс      | i/yi | yeh  | yu   | yen  | yin  | ying | yung | wu | wo/o    | wei  | wên  | wêng | yü | yüeh | yüan | yün  |
| Бопомофо        | ㄧ   | ㄧㄝ | ㄧㄡ | ㄧㄢ | ㄧㄣ | ㄧㄥ | ㄩㄥ | ㄨ | ㄨㄛ/ㄛ | ㄨㄟ | ㄨㄣ | ㄨㄥ | ㄩ | ㄩㄝ | ㄩㄢ | ㄩㄣ |
| пример          | 一   | 也   | 又   | 言   | 音   | 英   | 用   | 五 | 我      | 位   | 文   | 翁   | 玉 | 月   | 元   | 雲   |

| IPA             |    |    |    |      |        |        |        |      |      |      |      |      |      |
| --------------- | -- | -- | -- | ---- | ------ | ------ | ------ | ---- | ---- | ---- | ---- | ---- | ---- |
| Пинјин          | b  | p  | m  | feng | diu    | dui    | dun    | te   | nü   | lü   | ge   | ke   | he   |
| Тонгјонг пинјин | b  | p  | m  | fong | diou   | duei   | dun    | te   | nyu  | lyu  | ge   | ke   | he   |
| Вејд-Џајлс      | p  | pʻ | m  | fêng | tiu    | tui    | tun    | tʻê  | nü   | lü   | ko   | kʻo  | ho   |
| Бопомофо        | ㄅ | ㄆ | ㄇ | ㄈㄥ | ㄉㄧㄡ | ㄉㄨㄟ | ㄉㄨㄣ | ㄊㄜ | ㄋㄩ | ㄌㄩ | ㄍㄜ | ㄎㄜ | ㄏㄜ |
| пример          | 玻 | 婆 | 末 | 封   | 丟     | 兌     | 頓     | 特   | 女   | 旅   | 歌   | 可   | 何   |

| IPA             |        |        |        |        |      |      |      |       |      |      |      |     |      |        |     |      |      |      |     |
| --------------- | ------ | ------ | ------ | ------ | ---- | ---- | ---- | ----- | ---- | ---- | ---- | --- | ---- | ------ | --- | ---- | ---- | ---- | --- |
| Пинјин          | jian   | jiong  | qin    | xuan   | zhe  | zhi  | che  | chi   | she  | shi  | re   | ri  | ze   | zuo    | zi  | ce   | ci   | se   | si  |
| Тонгјонг пинјин | jian   | jyong  | cin    | syuan  | jhe  | jhih | che  | chih  | she  | shih | re   | rih | ze   | zuo    | zih | ce   | cih  | se   | sih |
| Вејд-Џајлс      | chien  | chiung | chʻin  | shüan  | chê  | chih | chʻê | chʻih | shê  | shih | jê   | jih | tsê  | tso    | tzŭ | tsʻê | tzʻŭ | sê   | ssŭ |
| Бопомофо        | ㄐㄧㄢ | ㄐㄩㄥ | ㄑㄧㄣ | ㄒㄩㄢ | ㄓㄜ | ㄓ   | ㄔㄜ | ㄔ    | ㄕㄜ | ㄕ   | ㄖㄜ | ㄖ  | ㄗㄜ | ㄗㄨㄛ | ㄗ  | ㄘㄜ | ㄘ   | ㄙㄜ | ㄙ  |
| пример          | 件     | 窘     | 秦     | 宣     | 哲   | 之   | 扯   | 赤    | 社   | 是   | 惹   | 日  | 仄   | 左     | 字  | 策   | 次   | 色   | 斯  |

| IPA                         |      |       |       |       |       |
| --------------------------- | ---- | ----- | ----- | ----- | ----- |
| Пинјин                      | mā   | má    | mǎ    | mà    | ma    |
| Тонгјонг пинјин             | ma   | má    | mǎ    | mà    | mȧ    |
| Вејд-Џајлс                  | ma1  | ma2   | ma3   | ma4   | ma    |
| Бопомофо                    | ㄇㄚ | ㄇㄚˊ | ㄇㄚˇ | ㄇㄚˋ | ˙ㄇㄚ |
| пример (Chinese characters) | 媽   | 麻    | 馬    | 罵    | 嗎    |